# I-League 2nd Division
Die I-League 2nd Division ist die zweithöchste Liga im indischen Fußball nach der I-League. Eingeführt wurde die I-League 2nd Division 2008, die davor National Football League 2nd Division hieß.

## Geschichte
Die zweite indische Fußballliga wurde 2008 erstmals ausgetragen. Das erste Spiel der neu eingeführten Liga bestritten der Mohammedan Sporting Club und der Amity United FC. Von 2008 bis 2011 wurde die Liga vom Erdgas- und Mineralölunternehmen ONGC gesponsert und hieß zu der Zeit ONGC I-League 2nd Division. Im Oktober 2008 beendete ONGC das Sponsoring.
In der Saison 2008 stiegen der Mohammedan Sporting Club, Mumbai FC, Vasco SC und Prayag United auf in die I-League. Eine Saison später folgten Pune FC, Shillong Lajong FC, Chirag United Kerala und Salgaocar Sports Club.
Seit 2010 dürfen nur noch zwei Teams in die oberste Spielklasse aufsteigen. FC ONGC und Hindustan Aeronautics Limited SC gelang 2010 der Sprung in die I-League. 2011 schaffte Shillong Lajong FC mit dem Sporting Clube de Goa der zweite Aufstieg. Eine Spielzeit später hießen die Aufsteiger FC ONGC und United Sikkim FC. Für die Saison 2013/14 qualifizierten sich Rangdajied United FC und der Mohammedan Sporting Club.
In der Saison 2013/14 wurden die Regeln dahingehend geändert, dass es nur noch dem Meister vorgeschrieben ist, aufzusteigen.

## Organisation
In zwei Gruppen mit jeweils sechs Teams tragen die Mannschaften ihre Spiele in einem neutralen Stadion aus. Die drei besten Vereine einer Gruppe spielen in einer Finalgruppe die Meisterschaft mit demselben Modus wie zuvor aus. Der Meister steigt in die I-League auf.

## Meisterhistorie
| Saison  | Meister                  | Vizemeister                      | 3. Platz                 |
| ------- | ------------------------ | -------------------------------- | ------------------------ |
| 2008    | Mumbai FC                | Mohammedan Sporting Club         | Prayag United            |
| 2009    | Salgaocar Sports Club    | Chirag United Kerala             | Shillong Lajong FC       |
| 2010    | FC ONGC                  | Hindustan Aeronautics Limited SC | Vasco SC                 |
| 2011    | Shillong Lajong FC       | Sporting Clube de Goa            | Vasco SC                 |
| 2012    | United Sikkim FC         | FC ONGC                          | Mohammedan Sporting Club |
| 2013    | Rangdajied United FC     | Mohammedan Sporting Club         | Bhawanipore FC           |
| 2014    | Royal Wahingdoh FC       | Bhawanipore FC                   | Kalighat Milan Sangha FC |
| 2015    | Aizawl FC                | Lonestar Kashmir FC              | Chanmari FC              |
| 2015/16 | Dempo SC                 | Minerva Punjab FC                | NEROCA FC                |
| 2016/17 | NEROCA FC                | Southern Samity                  | Delhi United FC          |
| 2017/18 | Real Kashmir FC          | Hindustan FC                     | Ozone FC                 |
| 2018/19 | TRAU FC                  | Chhinga Veng FC                  | Ozone FC                 |
| 2020    | Mohammedan Sporting Club | Bhawanipore FC                   | FC Bengaluru United      |
| 2021    | Rajasthan United FC      | Mumbai Kenkre FC                 | Delhi FC                 |
| 2022/23 |                          |                                  |                          |

## Torschützenkönige
| Saison  | Torschützenkönig                         | Team                                | Tore |
| ------- | ---------------------------------------- | ----------------------------------- | ---- |
| 2008    | Fredrick Okwagbe                         | Hindustan Aeronautics Limited SC    | 6    |
| 2009    | Badmus Babatunde                         | Chirag United Kerala                | 6    |
| 2010    | Badmus Babatunde Joy Ferrao              | FC ONGC Vasco SC                    | 4    |
| 2011    | Stanley Okoroigwe                        | Techno Aryan                        | 6    |
| 2012    | Daniel Bedemi                            | United Sikkim FC                    | 11   |
| 2013    | Badmus Babatunde Hudson Lima             | Rangdajied United FC Bhawanipore FC | 8    |
| 2014    | Daniel Bedemi                            | Bhawanipore FC                      | 8    |
| 2015    | Ajay Singh                               | Mohammedan Sporting Club            | 11   |
| 2015/16 | Felix Chidi Odili Atinder Mani           | Dempo SC Lonestar Kashmir FC        | 7    |
| 2016/17 | Odafa Onyeka Okolie Felix Chidi Odili    | Southern Samity NEROCA FC           | 9    |
| 2017/18 | Anelka                                   | Ozone FC                            | 10   |
| 2018/19 | Phillip Adjah Princewill Emeka           | Mohammedan Sporting Club TRAU FC    | 10   |
| 2020    | Syed Shoaib Ahmed Ekombong Victor Philip | ARA FC Garhwal FC                   | 7    |
| 2021    | Anwar Ali                                | Delhi FC                            | 4    |